# Stany Zjednoczone na Zimowych Igrzyskach Olimpijskich 1952
Stany Zjednoczone na Zimowych Igrzyskach Olimpijskich 1952 reprezentowało 66 zawodników: 56 mężczyzn i dziesięć kobiet. Był to szósty start reprezentacji Stanów Zjednoczonych na zimowych igrzyskach olimpijskich.

## Zdobyte medale
| Medal  | Zawodnik | Dyscyplina            | Konkurencja             | Rezultat    |
| ------ | --- | --------------------- | ----------------------- | ----------- |
| Złoto  | Richard Button | Łyżwiarstwo figurowe  | Soliści                 | 192,256 pkt |
| Złoto  | Ken Henry | Łyżwiarstwo szybkie   | Bieg na 500 m mężczyzn  | 43,2 s      |
| Złoto  | Andrea Mead-Lawrence | Narciarstwo alpejskie | Slalom gigant kobiet    | 2:06,8 min  |
| Złoto  | Andrea Mead-Lawrence | Narciarstwo alpejskie | Slalom specjalny kobiet | 2:10,6 min  |
| Srebro | Stanley Benham, Patrick Martin | Bobsleje              | Dwójki mężczyzn         | 5:26,89 min |
| Srebro | Stanley Benham, Patrick Martin, Howard Crossett, James Atkinson | Bobsleje              | Czwórki mężczyzn        | 5:10,48 min |
| Srebro | Richard Desmond, Donald Whiston, Ruben Bjorkman, Leonard Ceglarski, Joseph Czarnota, Andre Gambucci, Clifford Harrison, Gerald Kilmartin, John Mulhern, John Noah, Arnold Oss, Robert Rompre, James Sedin, Allen Van, Kenneth Yackel | Hokej na lodzie       | Turniej mężczyzn        |             |
| Srebro | Tenley Albright | Łyżwiarstwo figurowe  | Solistki                | 159,133 pkt |
| Srebro | Karol Kennedy, Peter Kennedy | Łyżwiarstwo figurowe  | Pary sportowe           | 17,5 pkt    |
| Srebro | Donald McDermott | Łyżwiarstwo szybkie   | Bieg na 500 m mężczyzn  | 43,9 s      |
| Brąz   | James Grogan | Łyżwiarstwo figurowe  | Soliści                 | 180,822 pkt |

## SKład kadry

### Biegi narciarskie
Mężczyźni
| Zawodnik                                                      | Konkurencja        | czas      | Pozycja |
| ------------------------------------------------------------- | ------------------ | --------- | ------- |
| Theodore Farwell                                              | Bieg na 18 km      | 1:11:54,0 | 43.     |
| Wendell Broomhall                                             | Bieg na 18 km      | 1:14:06,0 | 57.     |
| Thomas Jacobs                                                 | Bieg na 18 km      | 1:16:43,0 | 66.     |
| John Burton                                                   | Bieg na 18 km      | 1:16:47,0 | 67.     |
| George Hovland                                                | Bieg na 18 km      | 1:18:05,0 | 71.     |
| Robert Pidacks                                                | Bieg na 18 km      | 1:18:25,0 | 72.     |
| John Caldwell                                                 | Bieg na 18 km      | 1:25:42,0 | 73.     |
| George Hovland John Burton Theodore Farwell Wendell Broomhall | Sztafeta 4 × 10 km | 2:53:28,0 | 12.     |

### Bobsleje
Mężczyźni
| Osada | Zawodnik                                                   | Konkurencja | Ślizg 1 | Ślizg 2 | Ślizg 3 | Ślizg 4 | Łącznie  | Pozycja |
| ----- | ---------------------------------------------------------- | ----------- | ------- | ------- | ------- | ------- | -------- | ------- |
| USA-1 | Stanley Benham Patrick Martin                              | Dwójki      | 1:22,03 | 1:22,12 | 1:21,21 | 1:21,53 | 5:226,89 | srebro  |
| USA-2 | Frederick Fortune Hank Whisher                             | Dwójki      | 1:23,46 | 1:24,48 | 1:23,15 | 1:22,73 | 5:33,82  | 7.      |
| USA-1 | Stan Benham Pat Martin Howard Crossett James Atkinson      | Czwórki     | 1:17,44 | 1:17,78 | 1:16,72 | 1:18,54 | 5:10,48  | srebro  |
| USA-2 | James Bickford Hubert Miller Maurice Severino Robert Scott | Czwórki     | 1:19,13 | 1:19,97 | 1:19,49 | 1:21,09 | 5:19,68  | 9.      |

### Hokej na lodzie
Reprezentacja mężczyzn
| - Ruben Bjorkman - Leonard Ceglarski - Joseph Czarnota - Richard Desmond - Andre Gambucci - Clifford Harrison - Gerald Kilmartin - John Mulhern |  | - John Noah - Arnold Oss - Robert Rompre - James Sedin - Allen Van - Donald Whiston - Kenneth Yackel |

Reprezentacja Stanów Zjednoczonych zdobyła srebrny medal.

### Tabela końcowa
| Drużyna           | M | Mecze | Mecze | Mecze | Bramki | Bramki | Bramki | Pkt | Uwagi |
| Drużyna           | M | W     | R     | P     | +      | -      | +/-    | Pkt | Uwagi |
| ----------------- | - | ----- | ----- | ----- | ------ | ------ | ------ | --- | ----- |
| Kanada            | 8 | 7     | 1     | 0     | 71     | 14     | +57    | 15  |       |
| Stany Zjednoczone | 8 | 6     | 1     | 1     | 43     | 21     | +22    | 13  |       |
| Szwecja           | 8 | 6     | 0     | 2     | 48     | 19     | +29    | 12  |       |
| Czechosłowacja    | 8 | 6     | 0     | 2     | 47     | 18     | +29    | 12  |       |
| Szwajcaria        | 8 | 4     | 0     | 4     | 40     | 40     | 0      | 8   |       |
| Polska            | 8 | 2     | 1     | 5     | 21     | 56     | -35    | 5   |       |
| Finlandia         | 8 | 2     | 0     | 6     | 21     | 60     | -39    | 4   |       |
| Niemcy            | 8 | 1     | 1     | 6     | 21     | 53     | -32    | 3   |       |
| Norwegia          | 8 | 0     | 0     | 8     | 15     | 46     | -31    | 0   |       |

Wyniki
| 15 lutego 1952 | Stany Zjednoczone | 3:2 | Norwegia | Jordal Amfi |

| Godzina: 17:00 |  | (0:1,2:0,1:1) |  | Sędzia główny: Beranek Sędziowie liniowi: Leacock |

| 16 lutego 1952 | Stany Zjednoczone | 8:2 | Niemcy | Sandvika |

| Godzina: 19:00 |  | (1:0,3:1,4:1) |  | Sędzia główny: Leacock Sędziowie liniowi: Dwars |

| 18 lutego 1952 | Stany Zjednoczone | 8:2 | Finlandia | Jordal Amfi |

| Godzina: 17:00 |  | (1:0,6:0,1:2) |  | Sędzia główny: Ahlin Sędziowie liniowi: Sandö |

| 19 lutego 1952 | Stany Zjednoczone | 8:2 | Szwajcaria | Jordal Amfi |

| Godzina: 21:00 |  | (4:1,3:0,1:1) |  | Sędzia główny: Leacock Sędziowie liniowi: Tencza |

| 21 lutego 1952 | Szwecja | 4:2 | Stany Zjednoczone | Jordal Amfi |

| Godzina: 17:00 |  | (1:0,0:0,3:2) |  | Sędzia główny: Leacock Sędziowie liniowi: Beranek |

| 22 lutego 1952 | Stany Zjednoczone | 5:3 | Polska | Dæhlenenga |

| Godzina: 19:00 |  | (1:0,2:0,2:3) |  | Sędzia główny: Dwars Sędziowie liniowi: Tencza |

| 23 lutego 1952 | Stany Zjednoczone | 6:3 | Czechosłowacja | Jordal Amfi |

| Godzina: 21:00 |  | (2:1,4:0,0:2) |  | Sędzia główny: Dwars Sędziowie liniowi: Leacock |

| 24 lutego 1952 | Kanada | 3:3 | Stany Zjednoczone | Jordal Amfi |

| Godzina: 21:00 |  | (2:0,1:2,0:1) |  | Sędzia główny: Ahlin Sędziowie liniowi: Tencza |

### Kombinacja norweska
Mężczyźni
| Zawodnik         | Konkurencja   | Bieg narciarski    | Bieg narciarski    | Bieg narciarski    | Skoki narciarskie | Skoki narciarskie | Skoki narciarskie | Skoki narciarskie | Łącznie | Pozycja                  |                          |
| Zawodnik         | Konkurencja   | Czas biegu         | Pozycja            | Punkty             | Skok 1            | Skok 2            | Skok 3            | Punkty            | Łącznie | Pozycja                  | Pozycja                  |
| ---------------- | ------------- | ------------------ | ------------------ | ------------------ | ----------------- | ----------------- | ----------------- | ----------------- | ------- | ------------------------ | ------------------------ |
| Theodore Farwell | Indywidualnie | 1:11:54,0          | 13.                | 205,454            | 60,0              | 59,5              | 60,0              | 196,00            | 13.     | 401,454                  | 11.                      |
| Tom Jacobs       | Indywidualnie | 1:16:43,0          | 19.                | 187,939            | 57,0              | 56,5              | 56,0              | 179,5             | 21.     | 367,439                  | 21.                      |
| John Caldwell    | Indywidualnie | 1:25:42,0          | 22.                | 155,273            | 57,5              | 57,5              | 58,0              | 146,5             | 25.     | 301,773                  | 22.                      |
| Paul Wegeman     | Indywidualnie | Nie ukończył biegu | Nie ukończył biegu | Nie ukończył biegu | 58,5              | 58,5              | 59,5              | 187,0             | 18.     | Nie ukończył konkurencji | Nie ukończył konkurencji |

### Łyżwiarstwo figurowe
| Zawodnik                         | Konkurencja   | Nota    | Pozycja |
| -------------------------------- | ------------- | ------- | ------- |
| Tenley Albright                  | Solistki      | 159,133 | srebro  |
| Sonya Klopfer                    | Solistki      | 154,633 | 4.      |
| Virginia Baxter                  | Solistki      | 152,211 | 5.      |
| Richard Button                   | Soliści       | 192,256 | złoto   |
| James Grogan                     | Soliści       | 180,822 | brąz    |
| Hayes Alan Jenkins               | Soliści       | 174,589 | 4.      |
| Karol Kennedy Peter Kennedy      | Pary sportowe | 11,178  | srebro  |
| Janet Gerhauser John Nightingale | Pary sportowe | 10,289  | 6.      |

### Łyżwiarstwo szybkie
Mężczyźni
| Zawodnik          | Konkurencja   | Konkurencja   | Konkurencja    | Konkurencja    | Konkurencja    | Konkurencja    | Konkurencja        | Konkurencja        |
| Zawodnik          | Bieg na 500 m | Bieg na 500 m | Bieg na 1500 m | Bieg na 1500 m | Bieg na 5000 m | Bieg na 5000 m | Bieg na 10 000 m   | Bieg na 10 000 m   |
| Zawodnik          | Czas          | Miejsce       | Czas           | Miejsce        | Czas           | Miejsce        | Czas               | Miejsce            |
| ----------------- | ------------- | ------------- | -------------- | -------------- | -------------- | -------------- | ------------------ | ------------------ |
| Ken Henry         | 43,2          | złoto         | 2:25,0         | 17.            | 8:59,9         | 29.            |                    |                    |
| Donald McDermott  | 43,9          | srebro        | 2:28,8         | 28.            |                |                |                    |                    |
| John Werket       | 44,5          | 11.           | 2:24,3         | 12.            |                |                | Nie ukończył biegu | Nie ukończył biegu |
| Robert Fitzgerald | 44,9          | 18.           |                |                |                |                |                    |                    |
| Patrick McNamara  |               |               | 2:25,5         | 18.            | 8:53,4         | 24.            | 18:08,7            | 16.                |
| Charles Burke     |               |               |                |                | 9:06,4         | 33.            | 19:07,1            | 27.                |
| Alfred Broadhurst |               |               |                |                | 9:09,2         | 34.            | 18:44,2            | 25.                |

### Narciarstwo alpejskie
Mężczyźni
| Zawodnik        | Konkurencja | Konkurencja | Konkurencja   | Konkurencja   | Konkurencja         | Konkurencja         | Konkurencja      | Konkurencja      |
| Zawodnik        | Zjazd       | Zjazd       | Slalom gigant | Slalom gigant | Slalom specjalny    | Slalom specjalny    | Slalom specjalny | Slalom specjalny |
| Zawodnik        | Czas        | Miejsce     | Czas          | Miejsce       | Czas 1-go przejazdu | Czas 2-go przejazdu | Czas łączny      | Miejsce          |
| --------------- | ----------- | ----------- | ------------- | ------------- | ------------------- | ------------------- | ---------------- | ---------------- |
| William Beck    | 2:22,3      | 5.          |               |               |                     |                     |                  |                  |
| Richard Buek    | 2:39,1      | 12.         |               |               |                     |                     |                  |                  |
| Jack Reddish    | 2:41,5      | 14.         | 2:39,5        | 24.           | 1:02,5              | 1:06,5              | 2:09,0           | 17.              |
| Brooks Dodge    | 2:52,2      | 32.         | 2:32,6        | 6.            | 1:01,4              | 1:03,3              | 2:04,7           | 9.               |
| Jack Nagel      |             |             | 2:42,0        | 29.           | 1:07:5              | Nie awansował       | Nie awansował    | 35.              |
| David Lawrence  |             |             | 2:48,6        | 35.           |                     |                     |                  |                  |
| Darrell Robison |             |             |               |               | 1:05,1              | 1:05,1              | 2:10,2           | 22.              |

Kobiety
| Zawodnik             | Konkurencja     | Konkurencja     | Konkurencja   | Konkurencja   | Konkurencja         | Konkurencja         | Konkurencja      | Konkurencja      |
| Zawodnik             | Zjazd           | Zjazd           | Slalom gigant | Slalom gigant | Slalom specjalny    | Slalom specjalny    | Slalom specjalny | Slalom specjalny |
| Zawodnik             | Czas            | Miejsce         | Czas          | Miejsce       | Czas 1-go przejazdu | Czas 2-go przejazdu | Czas łączny      | Miejsce          |
| -------------------- | --------------- | --------------- | ------------- | ------------- | ------------------- | ------------------- | ---------------- | ---------------- |
| Andrea Mead-Lawrence | 1:53,3          | 17.             | 2:06,8        | złoto         | 1:07,2              | 1:03,4              | 2:10,6           | złoto            |
| Betty Weir           | 1:55,7          | 19.             |               |               |                     |                     |                  |                  |
| Katy Rodolph         | 1:57,4          | 23.             | 2:11,7        | 5.            | 1:17,6              | 1:06,4              | 2:24,0           | 21.              |
| Jannette Burr        | Dyskwalifikacja | Dyskwalifikacja | 2:19,2        | 22.           | 1:11,2              | 1:09,3              | 2:20,5           | 15.              |
| Imogene Opton        |                 |                 | 2:15,8        | 15.           | 1:07,4              | 1:06,7              | 2:14,1           | 5.               |

### Skoki narciarskie
Mężczyźni
| Skoczek       | Skok 1    | Skok 2    | Nota  | Pozycja |
| Skoczek       | odległość | odległość | Nota  | Pozycja |
| ------------- | --------- | --------- | ----- | ------- |
| Keith Wegeman | 62,5      | 63,0      | 204,5 | 12.     |
| Art Devlin    | 63,5      | 60,5      | 201,5 | 15.     |
| Art Tokle     | 62,5      | 63,0      | 199,5 | 18.     |
| Willis Olson  | 62,5      | 62,0      | 193,5 | 22.     |